# 23617 Duna
23617 Duna è un asteroide della fascia principale. Scoperto nel 1996, presenta un'orbita caratterizzata da un semiasse maggiore pari a 3,1974190 UA e da un'eccentricità di 0,1115924, inclinata di 17,30991° rispetto all'eclittica.